# Pendanga
Pendanga é um distrito do município de Ibiraçu, no Espírito Santo.

## História
Pelo Decreto Estadual nº 3992 de 09/08/1933 é criado o distrito de Pendanga no município de Ibiraçu.

## Geografia

### Localização
O distrito está localizado às margens da BR-101.

### População
Pelo Censo 2010 (IBGE) a população total do distrito era de 1 181 habitantes, e a população urbana era de 127 habitantes.